# Prvenstvo Hrvatske u hokeju na ledu 1999./2000.
Prvenstvo Hrvatske u hokeju na ledu za sezonu 1999./2000. je četvrti put zaredom osvojio Medveščak iz Zagreba.

## Sudionici
- INA, Sisak
- Medveščak, Zagreb
- Mladost, Zagreb
- Zagreb, Zagreb

## Ljestvica i rezultati

### Ligaški dio
| mj | klub      | ut | pob | ner | por | gol+ | gol- | bod |
| -- | --------- | -- | --- | --- | --- | ---- | ---- | --- |
| 1. | Medveščak | 12 | 9   | 1   | 2   | 120  | 32   | 19  |
| 2. | Zagreb    | 12 | 8   | 1   | 3   | 70   | 43   | 17  |
| 3. | Mladost   | 12 | 4   | 2   | 6   | 59   | 74   | 10  |
| 4. | INA Sisak | 12 | 1   | 0   | 11  | 44   | 144  | 2   |

### Doigravanje
| klub1                      | serija        | klub2         | rezultati       |
| poluzavršnica              | poluzavršnica | poluzavršnica | poluzavršnica   |
| -------------------------- | ------------- | ------------- | --------------- |
| Medveščak                  | 2-0           | INA Sisak     | 10:4*, 5:0      |
| Zagreb                     | 2-0           | Mladost       | 8:4*, 8:1       |
|                            |               |               |                 |
| za treće mjesto            |               |               |                 |
| Mladost                    | 0-3           | INA Sisak     | 4:7*, 5:8, 5:7* |
|                            |               |               |                 |
| za prvaka                  |               |               |                 |
| Medveščak                  | 3-0           | Zagreb        | 5:1*, 5:2, 4:3* |
|                            |               |               |                 |
| * domaća utakmica za klub1 |               |               |                 |

## Hrvatski klubovi u međunarodnim natjecanjima
- Continental Cup
  - Medveščak, Zagreb
  - Zagreb, Zagreb
- Kup Slovenije[1]
  - Medveščak, Zagreb

## Poveznice i izvori
- passionhockey.com, Prvenstvo Hrvatske u hokeju na ledu 1999./2000.
- Kruno Sabolić: Hrvatski športski almanah 2000/2001, Zagreb, 2001.

1. ↑   passionhockey.com, Slovenija 1999./2000.